# Estadio El Trébol
Estadio El Trébol (oficjalna nazwa: Estadio Manuel Felipe Carrera) – stadion piłkarski w stołecznym mieście Gwatemala, w departamencie Gwatemala. Obiekt może pomieścić 8500 widzów, a swoje mecze rozgrywa na nim drużyna CSD Municipal.
Inauguracja stadionu miała miejsce w lipcu 1991 roku. Początkowo był on głównie obiektem treningowym krajowego potentata CSD Municipal, który domowe spotkania rozgrywał na narodowej arenie Estadio Doroteo Guamuch Flores (wówczas pod nazwą Estadio Mateo Flores). Okazjonalnie występował jednak w meczach ligowych właśnie na El Trébol, na którym w latach 1992–2008 zanotował serię 33 meczów z rzędu bez porażki. W 2012 roku CSD Municipal przeniósł się na El Trébol na stałe i od tamtego czasu rozgrywa na Doroteo Guamuch Flores tylko najbardziej prestiżowe mecze (np. derby narodowe z Comunicaciones).
W 2018 roku na stadionie zamontowano telebim wysokiej rozdzielczości o rozmiarach 4×3 metrów. W 2019 roku rozpoczęto prace nad powiększeniem trybuny południowej, w wyniku których pojemność stadionu wzrośnie o kolejne 2000 miejsc.
Obiekt nosi imię Manuela Felipe Carrery, jednego z najwybitniejszych trenerów w historii Municipalu. Jest zlokalizowany w bezpośrednim sąsiedztwie węzła drogowego znanego jako El Trébol („Koniczyna”), stąd alternatywna nazwa stadionu.